# Кіровська залізниця
Кіровська залізниця (рос. Кировская железная дорога) — залізниця Російської імперії, потім СРСР, що пов'язувала Санкт-Петербург і Мурманськ у 1916—1959 роках. Управління в Санкт-Петербурзі, згодом у Петрограді та Ленінграді. 1959 році увійшла до структури Жовтневої залізниці як ордена Трудового Червоного Прапору Мурманське відділення ордена Леніна Жовтневої залізниці.
1915—1917 роках здійснювалося будівництво Мурманської залізниці, для з'єднання незамерзаючого Мурманського порту (у жовтні 1916 року на його місці було засновано місто Романов-на-Мурмані) із загальною мережею залізниць Російської імперії.
З січня 1935 року дорога отримала назву — Кіровська залізниця на честь С. М. Кірова.